# Tantilla moesta
Espèce
Synonymes
- Homalocranium moestum Günther, 1863

Statut de conservation UICN

 LC  : Préoccupation mineure
Tantilla moesta  est une espèce de serpents de la famille des Colubridae.

## Répartition
Cette espèce se rencontre :
- au Mexique dans les États du Yucatán et du Quintana Roo ;
- au Guatemala dans le département du Petén.

Sa présence est incertaine au Belize.

## Publication originale
- Günther, 1863 : Third account of new species of snakes in the collection of the British Museum. Annals and magazine of natural history, ser. 3, vol. 12, p. 348-365 (texte intégral).